# Micrargeria wightii
Micrargeria wightii är en snyltrotsväxtart som beskrevs av George Bentham. Micrargeria wightii ingår i släktet Micrargeria och familjen snyltrotsväxter. Inga underarter finns listade i Catalogue of Life.